# Вілфрід Мартенс
Вілфрід Ахіл Емма Мартенс (19 квітня 1936 , Sleidinged, Східна Фландрія  — 9 жовтня 2013 , Локерен, Фламандський регіон ) — бельгійський політик. Прем'єр-міністр Бельгії з 3 квітня 1979 року по 6 квітня 1981 і з 17 грудня 1981 по 7 березня 1992 року.

## Біографія
Вілфрід Мартенс народився у місті Слейдінге (Східна Фландрія). З 1955 вивчає право у Католицькому університету міста Левен. З раннього віку він став членом Католицької студентської дії (студентської католицької фламандської організації).
У 1965 стає членом Християнської народної партії (CVP). З 1967 до 1972 рік очолює молодіжне крило CVP. З 1972 по 1979 рік Мартенс очолює CVP та обіймає посаду заступника голови Палати представників бельгійського парламенту з 1974 по 1991 рік і обіймає місце у Сенаті з 1991 по 1994 рік.
Мартенс 9 разів формував уряд. Був прем'єр-міністром Бельгії з 3 квітня 1979 по 6 квітня 1981, і з 17 грудня 1981 по 7 березня 1992.
Він є одним із засновників Європейської народної партії (ЄНП) у 1976 році і є головою ЄНП з 1990 року.
З 1993 року він був головою Європейського союзу християнських демократів (EUCD), до його злиття з ЄНП в 1996 році.
З 1994 року по 1998 рік він був членом Європейського парламенту, головою групи ЄНП. З жовтня 2000 по листопад 2001 року він був також головою Християнсько-демократичного інтернаціоналу (CDI).
Мартенс здобув докторський ступінь у галузі права. Він також вивчав міжнародну політологію у Гарвардському університеті, займався юридичною практикою в Генті в Апеляційному суді.
Вілфрід Мартенс помер 9 жовтня 2013 року.